# Ptyngidricerus pseudoalbardanus
Ptyngidricerus pseudoalbardanus är en insektsart som beskrevs av Abrahám och Mészáros 2002. Ptyngidricerus pseudoalbardanus ingår i släktet Ptyngidricerus och familjen fjärilsländor. Inga underarter finns listade i Catalogue of Life.